# Tome
Tome (jap. 登米市 Tome-shi) – miasto w Japonii (prefektura Miyagi), na wyspie Honsiu. Ma powierzchnię 536,12 km². W 2020 r. mieszkało w nim 76 037 osób, w 25 612 gospodarstwach domowych  (w 2010 r. 83 969 osób, w 24 945 gospodarstwach domowych) .

## Położenie
Miasto leży w północnej części prefektury. Graniczy z miastami:
- Kurihara,
- Ishinomaki,
- Ōsaki,
- Ichinoseki.

## Historia
Miasto powstało 1 kwietnia 2005 roku.

## Transport

### Kolejowy
- Japońska Kolej Wschodnia

### Drogowy
- Autostrada Sanriku
- Autostrada Tōhoku
- Drogi krajowe  nr 45, 342, 346, 398, 456.

## Miasta partnerskie
- Stany Zjednoczone: Southlake
- Kanada: Vernon